# Katja Hertin
Katja Hertin (geboren 1967 in Berlin) ist eine deutsche Journalistin und Sachbuchautorin.

## Leben
Hertin studierte Germanistik, Geschichte und Kunstgeschichte an der FU Berlin. Das Studium schloss sie als Magistra ab.
Ihre Ausbildung zur Journalistin absolvierte sie mit einem Volontariat beim Tagesspiegel und arbeitete dort anschließend als Redakteurin. Fünf Jahre war sie Textchefin und Ressortleiterin beim Magazin Cosmopolitan, 2005 ging sie  zur Frauenzeitschrift Freundin (beide Burda). Dort stieg sie zur stellvertretenden Chefredakteurin auf.
Als Burda als Freundin-Ableger  die Frauenzeitschrift Donna plante, die von 2010 bis 2013 zunächst unter dem Titel Freundin Donna erschien, gehörte Hertin mit Ulrike Zeitlinger der Entwicklungsredaktion an. Zeitlinger wurde zur Chefredakteurin berufen, Hertin wurde 2011 stellvertretende Chefredakteurin.
Zeitlinger verließ Burda zur Bild-Zeitung; Hertin trat  im Januar 2014 ihre Nachfolge als Donna-Chefredakteurin an.

Mit der Aufgabe einer eigenen Redaktion von Donna übernahm sie  im Januar 2017 innerhalb des Burda-Medienkonzerns beim Online-Portal von Focus die Aufgabe der stellvertretenden Chefredakteurin. Sie ist für die zum Ratgeber-Bereich gehörenden Ressorts Gesundheit, Reise, Wissen und Digital zuständig.
Außerdem soll sie die weitere Entwicklung des Portals betreiben.
Mit dem Wechsel zur Kommunikationsagentur Avantgarde verließ Hertin Anfang 2019 den Journalismus. Als Director of Storytelling verstärkt sie in der Agentur den Bereich der strategischen Beratung.

## Veröffentlichungen
- G. I. B. Gut im Bett. Rowohlt, Reinbek 2004 ISBN 978-3-499-61586-3.
- Lexikon der weiblichen Klischees. Von Amazone bis Zicke. Bastei Lübbe, Bergisch Gladbach 2005 ISBN 978-3-404-60547-7.